# Frank Abbatemarco
Francesco "Frankie Shots" Abbatemarco (Nueva York, 4 de julio de 1899-4 de noviembre de 1959) era un mafioso estadounidense. Fue capitán de la familia criminal Profaci-Colombo y su asesinato inició la primera guerra mafiosa de la familia Colombo que se prolongó durante 12 años.

## Primeros años
Abbatemarco nació en 1899 en Red Hook, Brooklyn junto a otros 3 hermanos, su hermano mayor Michael "Mike Schatz" Abbatemarco (1894-1928) fue también un gánster de Brooklyn y estrecho colaborador de Frankie Yale. Sería abatido a tiros en 1928. Abbatemarco era hijo de inmigrantes italianos de Salerno que se trasladaron a los Estados Unidos unos 15 años antes de que él naciera. 
Creció con los hermanos Cardello, que más tarde se unirían a la familia criminal Colombo y Bonanno, incluido el futuro capitán convertido en informador Michael "Mikey Bat" Cardello. De adolescente su primer trabajo fue en un aserradero local de Brooklyn y varios años después fue contratado para trabajar en el Lower West Side de Manhattan en una empresa de teamsters. 
En 1921 se casó con Mary Rizzo y se mudaron juntos al barrio de Park Slope, Brooklyn. La pareja tuvo un hijo a quien bautizaron como Anthony (alias "Tony Shots") (1922-2005), quien también se unió a la mafia, llegando a convertirse en el subjefe de la familia criminal Colombo en la década de 1970.

## Carrera criminal
Su primera condena en prisión fue en octubre de 1922, varios meses después de tener a su primer hijo. Fue condenado a 2 años por un cargo de conspiración para vender morfina junto a otros 4 criminales y cumplió su condena en la Cárcel federal de Atlanta. Abbatemarco se convirtió en soldado de la familia criminal Profaci en 1928, poco después de que Yale y su hermano fueran asesinados. 
Fue detenido el 27 de agosto de 1931 por vagabundeo aunque fue absuelto de todos los cargos dos semanas después. En 1932 se produciría otra detención en Nueva Jersey por cargos de sospecha pero posteriormente fue puesto en libertad. Un año más tarde, en mayo de 1934, fue detenido por un cargo desconocido y pasó varios días bajo custodia policial antes de que le pusieran en libertad. Abbatemarco se convirtió en una fuente de ingresos de alto nivel para su familia criminal y comenzó a operar varias operaciones de juego ilegal durante la década de 1930, incluyendo un lucrativo juego de números en el sur de Brooklyn. En la década de 1940, fue ascendido al rango de caporegime y dirigía una banda especializada en chantajes y robos. Reclutó al adolescente Carmine Persico a principios de los años 50; quien fue jefe en prisión de la familia Colombo desde 1973 hasta su muerte en 2019. El 25 de marzo de 1952, Abbatemarco y su hijo, además de Joe Gallo, su hermano Lawrence Gallo y Persico, de 18 años, fueron arrestados por el Special Rackets Squad (en español: Escuadrón Especial de Crimen Organizado) de la Oficina del Fiscal del Distrito de Brooklyn por cargos relacionados con el crimen organizado y se alegó que la operación les hizo ganar 2,5 millones de dólares. Abbatemarco y su hijo fueron acusados de asociación ilícita para operar una lotería y ambos se declararon culpables, sin embargo 7 de los otros acusados no lo hicieron. Recibió un año de prisión en la Penitenciaría de Riker's Island.

## Muerte
Joseph Profaci se había convertido en un acaudalado capo de la mafia y era conocido como "el rey del aceite de oliva y la pasta de tomate de América". Una de las exigencias más impopulares de Profaci era un tributo mensual de 25 dólares de cada soldado de su familia. A finales de la década de 1950, Frank Abbatemarco se convirtió en un problema para Joe Profaci. Abbatemarco controlaba un lucrativo juego de lotería que le hacía ganar casi 2,5 millones de dólares al año con una media de 7.000 dólares al día en Red Hook, Brooklyn. A principios de 1959, Abbatemarco, con el apoyo de los hermanos Gallo y los Garfield Boys, comenzó a negarse a pagar tributo a Profaci. Afirmaba que estaba endeudado, aunque poseía dos casas en Nueva Jersey y Florida, y hacía extravagantes donaciones a causas católicas. 
A finales de 1959, la deuda de Abbatemarco había aumentado a 50.000 dólares y Profaci supuestamente ordenó a Joe Gallo que asesinara a Abbatemarco. Sin embargo, otras versiones de la historia indican que Gallo no participó en este asesinato. A cambio del asesinato de Abbatemarco, Profaci supuestamente accedió a dar a los Gallo el control sobre el juego de Abbatemarco.
El 4 de noviembre de 1959, Frank Abbatemarco salió del bar de su primo en Park Slope, Brooklyn y fue asesinado a tiros por Joseph Gioielli y otro sicario. Profaci ordenó entonces a los Gallo que entregaran a Anthony, el hijo de Abbatemarco. Los Gallo se negaron y Profaci se negó a darles la el juego de lotería. Este fue el comienzo de la primera guerra familiar. Los hermanos Gallo y los Garfield Boys (liderados por Carmine Persico) se alinearon contra Profaci y sus leales.
Abbatemarco está enterrado en el Cementerio de la Santa Cruz en Brooklyn. Su hijo Anthony se escondió durante 2 años y buscó venganza. Ayudó a Profaci a matar a Lawrence Gallo pero disparó por error a un policía y fue acusado de intento de asesinato. Un mes después su primo Joseph Magnasco sería asesinado. Durante la guerra, Abbatemarco ayudó a los hermanos Gallo y cambió de bando varias veces para mantenerse con vida. La guerra terminó tras el asesinato de Joe Gallo en 1971. Anthony Abbatemarco serviría más tarde como subjefe de 1973 a 1977.